# Šerif Hague
Šerif Hague fiktivni je lik u filmu Planet Terror Roberta Rodrigueza iz 2007. godine. Tumači ga američki filmski glumac Michael Biehn.

## Povijest lika
Hague je šerif u malome teksaškome gradiću Austinu. Ima brata, J.T.-a,koji je kuhar i ima svoj vlastiti restoran, nazvan "The Bone Shack", izgrađen na terenu čiji je vlasnik šerif Hague. J.T. je poznat po svojemu iznimno ukusnome roštilju, čiji recept ne želi odati nikome, pa ni svojemu vlastitome bratu, što je uzrok svađe između njih dvojice. Naime, Hague je, ne bi li prisilio brata da mu ipak otkrije recept, jako povisio najamninu, što je razljutilo J.T.-a.
No, njihova svađa pada u zaborav kada se u inače mirnome, provincijskom gradiću, dogodi strašna katastrofa. Naime, u napuštenoj vojnoj bazi, nedaleko od gradića, odmetnuti poručnik Muldoon i pohlepni znanstvenik i biznismen, Abby, vrše preprodaju biokemijskog oružja, tajanstvenog plina poznatog pod imenom "DC-2" ili "Projekt Teror". Dogovor krene po zlu, te velike količine plina bivaju puštene u okoliš, te se uskoro cijeli grad zarazi i počne pretvarati u odvratne stvorove, zombije.
Šačica ljudi na koje plin nije utjecao, okuplja se u J.T-evom restoranu gdje se pokušavaju oduprijeti navali zombija i pobjeći iz grada. Tijekom borbe, šerifa Haguea teško pucnjem iz pištolja slučajno rani njegov zamjenik, Tolo. Naposljetku, preživjeli pod vodstvom tajanstvenog El Wraya, prelijepe Cherry Darling te hrabrog šerifa Haguea uspijevaju pobjeći, no bivaju uhvaćeni od strane poručnikovih vojnika i odvdeni kao zarobljenici u staru vojnu bazu.
U zatvoru susreću Abbyja koji im objašnjava da je odred poručnika Muldoona zaražen plinom, ali također da se njegov pogubni učinak može odgoditi stalnim izlaganjem malim količinama plina, tj. vojnicima je plin potreban, poput droge. Također, na mali postotak populacije plin ne utječe, i u tom malome postotku, tj. preživjelima, krije se lijek.
Izbije sukob, pri čemu i J.T. biva smrtno ranjen. El Wray i Cherry Darling uspiju izvesti preživjele na sigurno, a šerif Hague i J.T. ostanu, da bi aktivirali eksploziv i tako uništili bazu i plin u njoj.
Prije smrti, šerif je rekao J.T.-u da je htio otvoriti novi, zajednički restoran na mjestu staroga. J.T. je naposljetku otkrio Hagueu recept za svoj roštilj. Nakon što ga je zapisao, šerif je izdahnuo na bratovim rukama, koji je onda aktivirao eksploziv i tako uništio bazu i sve u njoj.

## Vanjske poveznice
- Planet Terror u internetskoj bazi filmova IMDb-a
- Profil lika na imdb.com  Arhivirana inačica izvorne stranice od 22. prosinca 2007. (Wayback Machine)
- Profil lika na Quentin Tarantino Archives  Arhivirana inačica izvorne stranice od 29. listopada 2007. (Wayback Machine)